# Schutz des Abtsdorfer Sees und der ihn umgebenden Landschaft

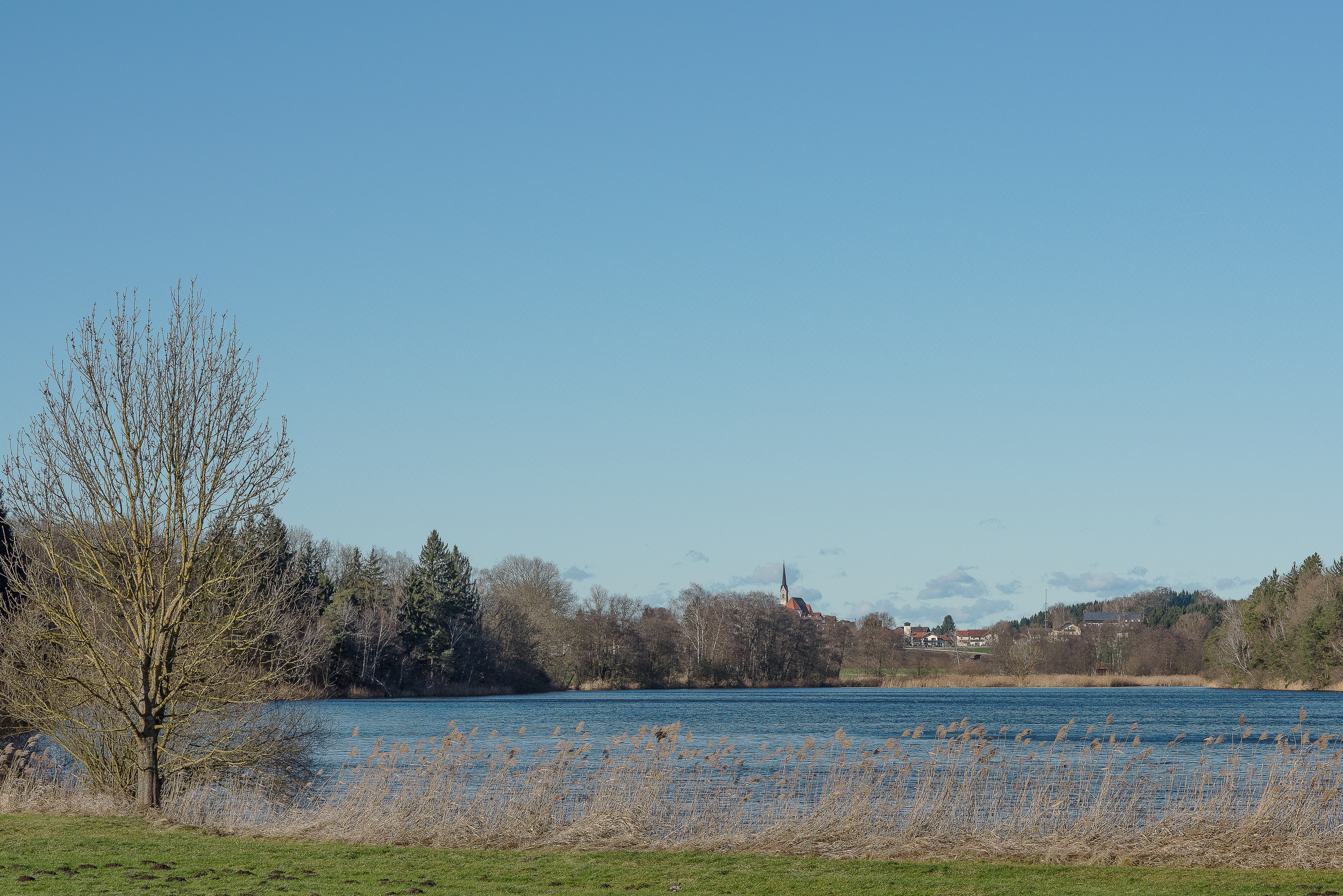
Abtsdorfer See mit Blick nach Leobendorf

Das 1979 ausgewiesene Landschaftsschutzgebiet Schutz des Abtsdorfer Sees und der ihn umgebenden Landschaft ist ein 551,62 Hektar großes Landschaftsschutzgebiet auf dem Gebiet der Gemeinde Saaldorf-Surheim in der Nähe von Laufen im Landkreis Berchtesgadener Land in Bayern. Innerhalb des Landschaftsschutzgebietes liegt das 2004 ausgewiesene und 277,18 Hektar große FFH- und Vogelschutzgebiet Haarmoos. Das Landschaftsschutzgebiet umfasst den Abtsdorfer See, das südwestlich liegenden Haarmoos und die umgebenden Landschaft mit Streuwiesen und einem kleinen Buchenwald zwischen den Orten Loebendorf im Norden, Dorfen und Emmering im Westen und Abtsdorf im Südosten.

## Entstehung
Am Ende der Würm-Kaltzeit vor etwa 10.000 Jahren bildete der abschmelzende Salzach-Gletscher die sogenannte Abtsdorfer Seenplatte Diese verlandete bis auf den Abtsdorfer See und den See im Haarmoos im Laufe der Zeit. Es bildeten sich Feuchtwiesen und Niedermoore, darunter das Haar- oder Huimoos. Der Name Haar/Hui bedeutet wahrscheinlich Schilf oder Pfeifengras. 1388 wurde der nördliche Abfluss, der heutige Schinderbach, durch zwei Dämme und zwei Schanzen aufgestaut, um die Burg auf der Insel Burgstall zu erobern. Dadurch vergrößerte sich der See stark und nahm auch die Flächen des Haar- und Weidmooses ein. Erzbischof Michael Graf von Künberg ließ die Abflüsse 1558 wieder öffnen und der See verkleinerte sich. Die Umgebung wurde wieder zu Sümpfen und Mooren. Der See im Haarmoos verschwand bis auf einen kleinen Rest, der erst durch die Entwässerungsmaßnahmen von 1772 bis 1774 des Salzburger Landesherrn Fürstbischof Hieronymus Graf Colloredo verschwand, als dieser den Abflussgraben vertiefen ließ, um das Land urbar zu machen. Dadurch wurde eine Weiterentwicklung zum Hochmoor gestoppt und der Abtsdorfer See senkte sich um fast 2 m. Die feuchten Wiesen wurden durch Gräben entwässert um Streu zu gewinnen und boten einen Lebensraum für viele Tier- und Pflanzenarten.

## Schutzgebiet
Das Haarmoos ist das größte Wiesenbrütergebiet Südostbayerns und die letzte große Streuwiesenlandschaft im Berchtesgadener Land. Zusammen mit dem Abtsdorder See wurde es 1979 zum Landschaftsschutzgebiet (CDDA-Code 395782) erklärt. 2004 wurde der größte Teil westlich des Sees FFH- und Vogelschutzgebiet mit der Gebietsnummer 8043-371 innerhalb europäischen Schutzgebietsnetzes Natura 2000. Die Lebensräume im Vogelschutzgebiet sind heute das kalkreiche Niedermoor, Pfeifengraswiesen, feuchte Hochstaudenfluren und extensiv genutzte Magerwiesen.

### Fauna
In den Lebensraumtypen des Anhangs I der FFH-Richtlinie kommen Wachtelkönig (Crex crex), Neuntöter (Lanius collurio), Schwarzmilan (Milvus migrans) und Rotmilan (Milvus milvus) vor. Als Zugvögel sind Wiesenpieper (Anthus pratensis), Wachtel (Coturnix coturnix), Grauammer (Emberiza calandra), Bekassine (Gallinago gallinago), Großer Brachvogel (Numenius arquata), Braunkehlchen (Saxicola rubetra) und Kiebitz (Vanellus vanellus) vertreten. Von Anhang-II-Arten, die durch ihre Ansprüche an den Lebensraum als Schirmart für viele weitere in diesem Lebensraum vorkommende Arten gelten, kommen der Dunkle- (Glaucopsyche nausithous) und der Helle Wiesenknopf-Ameisenbläuling (Glaucopsyche teleius) vor, deren Raupen an den Großen Wiesenknopf (Sanguisorba officinalis) gebunden sind. Weitere geschützte und gefährdete Arten sind der Grasfrosch (Rana temporaria) und die Schmale Windelschnecke (Vertigo angustior).

### Flora
Auf den Feuchtwiesen kommen unter anderem Knabenkräuter, Trollblume (Trollius europaeus) und Kuckuckslichtnelke (Lychnis flos-cuculi) vor. Charakteristisch für das Moor sind Rundblättriger Sonnentau (Drosera rotundifolia), Fieberklee (Menyanthes trifoliata) und Gewöhnliche Moosbeere (Vaccinium oxycoccos).

### Schutz und Pflege
Um Störungen der Vögel in der Brutzeit zu mindern und seltene Pflanzen zu schützen, wurde 1987 ein Wegegebot mit Besucherlenkungsmaßnahmen eingeführt. Die Wiesenbrüterflächen dürfen deshalb vom 20. März bis 15. Juni nicht betreten werden.
Die Stiftung Wildland Bayern des Bayerischen Jagdverbandes hat seit 1988 6,8 Hektar Flächen für Wiesenbrüter erworben und pflegt diese. Der Landesbund für Vogelschutz in Bayern hat im Haarmoos etwa 50 Hektar gekauft und darauf mehrere, mit Grundwasser gefüllte Seigen angelegt. Auf einer Feuchtwiese wurden Wurzelstöcke herausgefräst, um eine regelmäßige Mahd zu ermöglichen.
Die Mahd der Streuwiesen erfolgt durch Traktoren mit Zwillingsreifen, um das Gewicht besser zu verteilen, und spät im Herbst, da viele Pflanzen spät Samen bilden, Vögeln Deckung bieten und die Raupen der Wiesenknopf-Ameisenbläulinge die Pflanzen verlassen und schon in einen Ameisenbau gelangt sein müssen. Die Hauptgräben werden alle drei Jahre geräumt, um eine weitere Bewirtschaftung der Flächen zu ermöglichen.